# Don Barclay

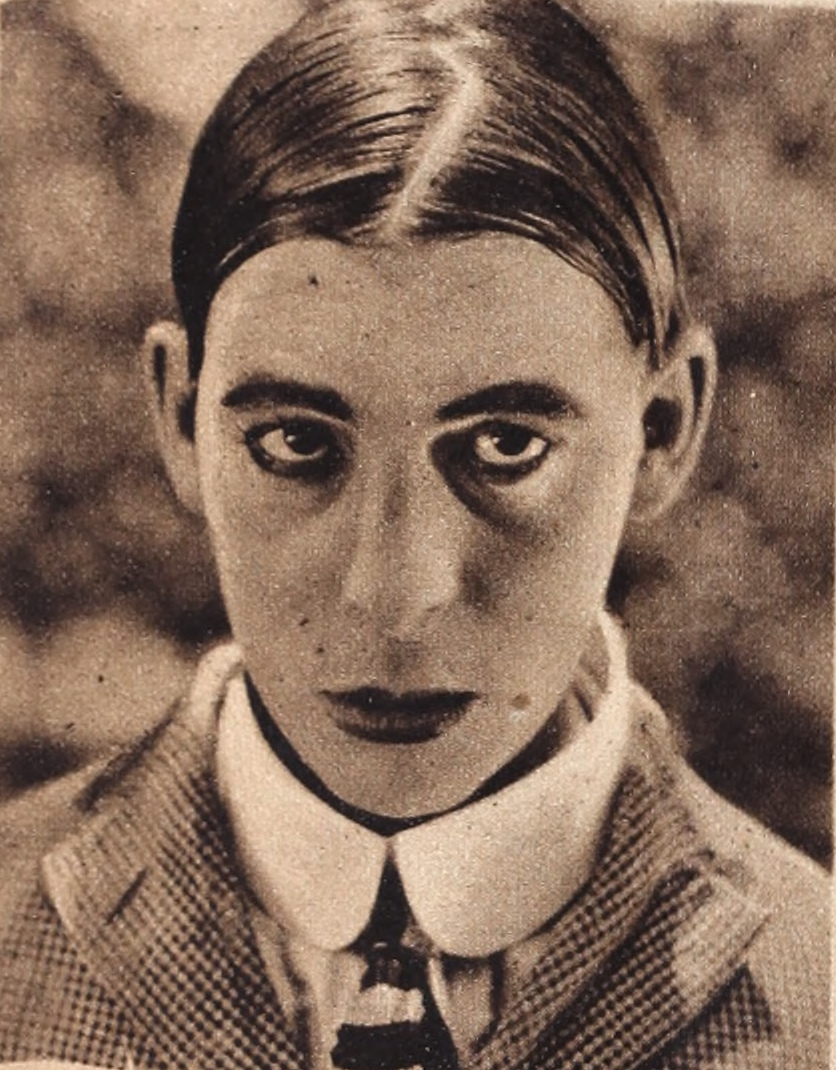
Don Barclay.

Don Barclay, född 26 december 1892 i Ashland, Oregon, död 16 oktober 1975 i Palm Springs, Kalifornien, var en amerikansk skådespelare, konstnär och karikatyrtecknare. Som skådespelare medverkade han i många små roller i Hollywoodfilm under 1930-talet och 1940-talet, men känns kanske främst igen för sin roll som Mr. Binnacle i Disneys filmatisering av Mary Poppins 1964. Han medverkade även som röstskådespelare i flera animerade Disney-filmer.

## Filmografi, urval
- 1937 – Den svarta ligan (ej krediterad)
- 1938 – Kärleksduetten (ej krediterad)
- 1942 – Inringad! (ej krediterad)
- 1942 – Pass för den blonda! (ej krediterad)
- 1943 – Frankenstein möter Varulven
- 1943 – Ungkarlsfällan (ej krediterad)
- 1948 – Viskande Smith
- 1948 – Livat på vischan (ej krediterad)
- 1950 – Askungen (röst)
- 1951 – Alice i Underlandet (röst)
- 1953 – Peter Pan (röst)
- 1961 – Pongo och de 101 dalmatinerna (röst)
- 1964 – Mary Poppins